# Stanisław Majaczewski
Stanisław Majaczewski – kapitan regimentu pieszego wojsk koronnych w 1783 roku, deputowany loży wolnomularskiej Orzeł Biały do Wielkiego Wschodu Narodowego Polski w 1784 roku.